# فرانك لوفتوس
فرانك لوفتوس (بالإنجليزية: Frank Loftus)‏ هو لاعب كرة قاعدة أمريكي، ولد في 10 مارس 1898 في سكرانتون في الولايات المتحدة، وتوفي في 27 أكتوبر 1980 في Belchertown, Massachusetts ‏ في الولايات المتحدة.

## وصلات خارجية
- فرانك لوفتوس على موقعبيزبول رفرنس.كوم (الدوري الرئيسي) (الإنجليزية)